# 趙熙 (天順進士)
趙熙（1424年—？），字惟緝，浙江台州府臨海縣人，明朝政治人物。進士出身。

## 生平
景泰七年（1456年）丙子科浙江鄉試第八十名。天順元年（1457年）聯捷丁丑科會試第二百八十九名，殿試登進士第二甲第十四名。累官雲南楚雄府知府。

## 家族
曾祖父趙德中。祖父趙文明。父亲趙參。